# Sandy Jardine
William "Sandy" Pullar Jardine (Edimburgo, 31 de diciembre de 1948 - ibídem, 24 de abril de 2014) fue un entrenador y futbolista británico que jugaba en la demarcación de defensa.

## Trayectoria
Hizo su debut para el Rangers a los 18 años de edad, una semana después de que el club quedase eliminado de la Copa de Escocia por el Berwick Rangers FC, el 4 de febrero de 1967. Jardine debutó como central en un partido contra el Heart of Midlothian FC. Marcó su primer gol el 18 de marzo de 1967 en un partido de liga contra el Ayr United FC. La misma temporada, jugó como titular la final de la Recopa de Europa de 1967.
En total jugó 674 partidos para el club, marcando además 77 goles. Con el club ganó la Primera División de Escocia en tres ocasiones, la Copa de Escocia en cinco, y la Copa de la Liga de Escocia en otras cinco. Además a nivel europeo ganó la Recopa de Europa de fútbol en la temporada 1971/1972.
En 1982 fichó por el Heart of Midlothian FC, uniéndose con su anterior compañero de equipo Alex MacDonald, quien hacía la función de jugador-entrenador para el club. Jardine jugó un total de 184 partidos para el club, formando parte además del equipo que quedó segundo en la Primera División de Escocia de 1986, temporada en la que fue elegido como mejor futbolista de la liga. Los dos últimos años que permaneció en el equipo fue jugador-entrenador del club junto a Alex MacDonald.

## Enfermedad y muerte
El 17 de noviembre de 2012, el Rangers anunció que Jardine estaba siendo tratado por cáncer. Jardine falleció el 24 de abril de 2014 a los 65 años de edad. Fue cremado en el crematorio de Mortonhall y sus cenizas entregadas a su familia.

## Selección nacional
Jardine fue convocado un total de 38 veces para la selección de fútbol de Escocia, capitaneando al equipo en nueve ocasiones. Hizo su debut el 11 de noviembre de 1970 cuando sustituyó a David Hay contra Dinamarca. En octubre de 1971 consiguió la titularidad en un partido de la clasificación para la Eurocopa de 1972 contra Portugal. Además jugó todos los partidos de la fase de grupos en la Copa Mundial de Fútbol de 1974 celebrada en Alemania Occidental, donde él y Danny McGrain fueron elegidos como la mejor pareja de centrales de la competición. Además jugó en una ocasión contra Irán, durante la Copa Mundial de Fútbol de 1978. Jugó además tres partidos en el British Home Championship celebrado en 1974, donde marcó su único gol como internacional. Jugó su último partido el 19 de diciembre de 1979, contra Bélgica.

### Participaciones en Copas del Mundo
| Mundial                        | Sede                | Resultado      | Partidos | Goles |
| ------------------------------ | ------------------- | -------------- | -------- | ----- |
| Copa Mundial de Fútbol de 1974 | Alemania Occidental | Fase de grupos | 3        | 0     |
| Copa Mundial de Fútbol de 1978 | Argentina           | Fase de grupos | 1        | 0     |

#### Goles internacionales
| #  | Fecha              | Lugar            | Rival | Gol | Resultado | Competición               |
| -- | ------------------ | ---------------- | ----- | --- | --------- | ------------------------- |
| 1. | 14 de mayo de 1974 | Glasgow, Escocia | Gales | 2–0 | 2–0       | British Home Championship |

## Clubes
| Club                   | País    | Año         | Partidos | Goles |
| ---------------------- | ------- | ----------- | -------- | ----- |
| Rangers FC             | Escocia | 1965 - 1982 | 674      | 77    |
| Heart of Midlothian FC | Escocia | 1982 - 1988 | 184      | 3     |

## Palmarés

### Campeonatos nacionales
| Título                      | Club       | País    | Año  |
| --------------------------- | ---------- | ------- | ---- |
| Primera División de Escocia | Rangers FC | Escocia | 1975 |
| Primera División de Escocia | Rangers FC | Escocia | 1976 |
| Primera División de Escocia | Rangers FC | Escocia | 1978 |
| Copa de Escocia             | Rangers FC | Escocia | 1973 |
| Copa de Escocia             | Rangers FC | Escocia | 1976 |
| Copa de Escocia             | Rangers FC | Escocia | 1978 |
| Copa de Escocia             | Rangers FC | Escocia | 1979 |
| Copa de Escocia             | Rangers FC | Escocia | 1981 |
| Copa de la Liga de Escocia  | Rangers FC | Escocia | 1971 |
| Copa de la Liga de Escocia  | Rangers FC | Escocia | 1976 |
| Copa de la Liga de Escocia  | Rangers FC | Escocia | 1978 |
| Copa de la Liga de Escocia  | Rangers FC | Escocia | 1979 |
| Copa de la Liga de Escocia  | Rangers FC | Escocia | 1982 |

### Campeonatos continentales
| Título                     | Club       | País    | Año  |
| -------------------------- | ---------- | ------- | ---- |
| Recopa de Europa de fútbol | Rangers FC | Escocia | 1972 |

### Distinciones individuales
| Título                             | Club                               | País    | Año  |
| ---------------------------------- | ---------------------------------- | ------- | ---- |
| Futbolista escocés del año         | Rangers FC                         | Escocia | 1975 |
| Futbolista escocés del año         | Heart of Midlothian FC             | Escocia | 1986 |
| Salón de la fama de fútbol escocés | Salón de la fama de fútbol escocés | Escocia | 2006 |